# Hyptianthera
Hyptianthera  es un género de plantas con flores perteneciente a la familia de las rubiáceas. Incluye una sola especie: Hyptianthera stricta (Roxb. ex Schult.) Wight & Arn. (1834).
Es nativo de India a Indochina.